# Photoshop Document
Photoshop Document (PSD eller PDD) är ett bildfilformat som används av bildbehandlingsprogrammet Photoshop från företaget Adobe Systems. Formatet är icke-förstörande och kan hantera flera lager samt genomskinlighet, till skillnad från många andra filformat (som exempelvis .EPS och .GIF) som begränsas till linjeformade funktioner.
Photoshop har starka band med andra redigerings-, animations- och författarverktyg från Adobe.